# Ас-Сакр
Футбольный клуб «Ас-Сакр» (араб. نادي الصقر الرياضي الثقافي‎) — йеменский футбольный клуб из Таиза. Основан в 1969 году. Домашние матчи проводит на стадион «Абу валад», вмещающий 5000 зрителей. Название «Ас-Сакр» переводится как «сокол».

## История
Футбольный клуб был основан в 1969 году. Чемпион Йемена 2006 и 2010 годов. В 2008 и 2010 году «Ас-Сакр» выигрывал национальный кубок.
В 2014 году команда стала чемпионом Йемена и обладателем Кубка Президента Йемена, сделав тем самым «золотой дубль».
Команда выступает в Кубке АФК, однако на их счету ни одной победы.

## Достижения

### Национальные
- Чемпионат Йемена по футболу
  -  Чемпион (3): 2006, 2010, 2014
- Суперкубок Йемена по футболу
  -  Обладатель (1): 2010